# Arnold Bögli
Arnold Bögli (Suiza, 30 de mayo de 1897-desconocida) fue un deportista suizo especialista en lucha libre olímpica donde llegó a ser subcampeón olímpico en Ámsterdam 1928.

## Carrera deportiva
En los Juegos Olímpicos de 1928 celebrados en Ámsterdam ganó la medalla de plata en lucha libre olímpica estilo peso ligero-pesado, siendo superado por el sueco Thure Sjöstedt (oro) y por delante del francés Henri Lefèbre (bronce).